# Parapercis hexophtalma
Parapercis hexophtalma — вид риб родини Pinguipedidae.

## Назва
В англійській мові має назви «рябий піщаний окунь» (англ. speckled sand perch).

## Галерея

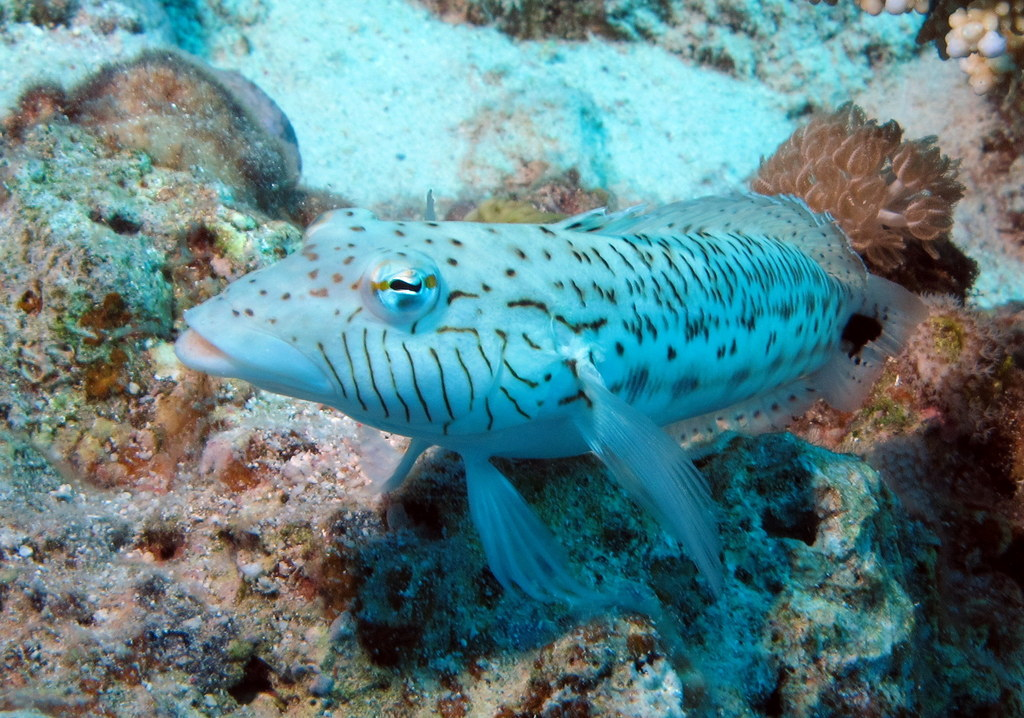
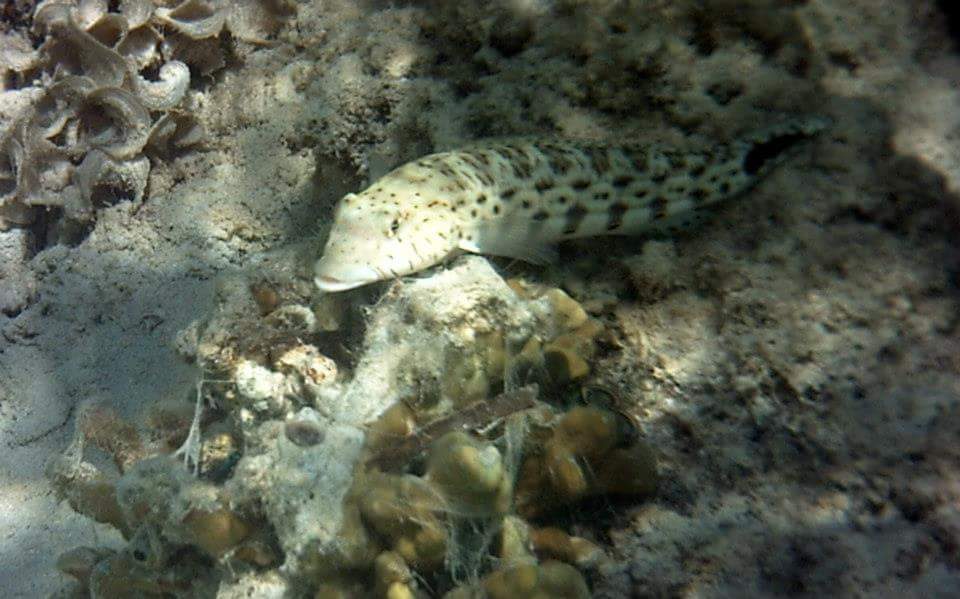

## Опис
Риба до 28 см завдовжки. Має велику чорну пляму на хвості. Самка з чорними плямами на голові. Ховається і спить під камінням. Самці мають гарем від 2 до 5 самок. Харчується придонними безхребетними.

## Поширення та середовище існування
Живе у напівзакритих рифах на піску на глибині від 2 до 22 м. Від Червоного моря на заході до Фіджі на сході, Південної Африки та Австралії на півдні.